# Valle del Chota

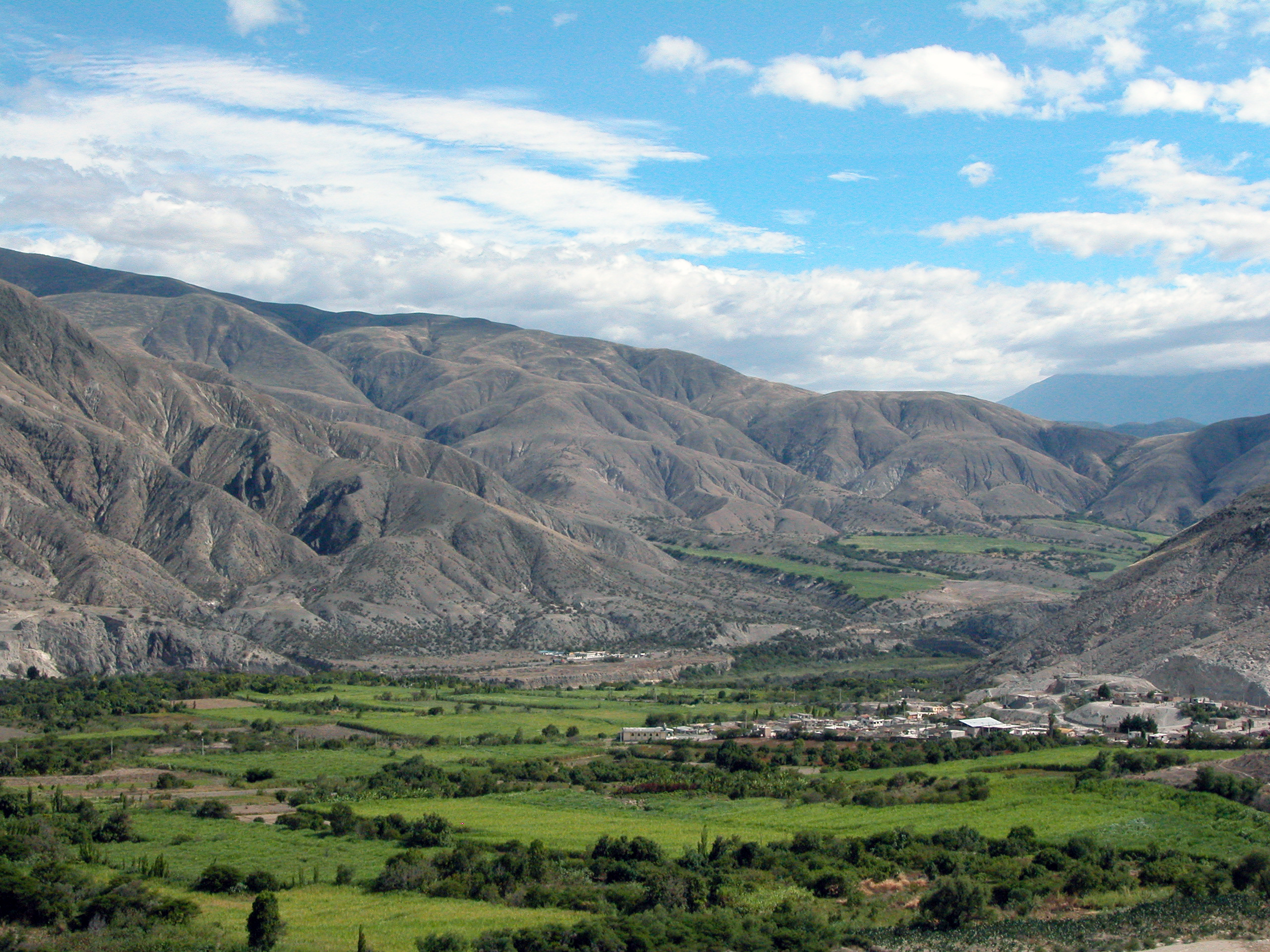
Paisaje del valle del Chota.

El valle del Chota es un valle interandino situado en los límites entre las provincias ecuatorianas de Carchi e Imbabura. Se caracteriza por ser la cuna de muchos jugadores de la selección nacional de fútbol.

## Historia
Africanos llegaron de África a Ecuador en el siglo XVII traídos por los jesuitas y mercedarios como esclavos para trabajar Esclavitud en las minas y en las plantaciones de caña de azúcar. Este valle y el de Salinas durante la Colonia fueron conocidos con el nombre de “Coangue o de la Muerte” debido al clima seco de la región. Los jesuitas toman estas tierras y se establecen en ellas en 1659. 
En esa época la región era insalubre por el paludismo y las fiebres malignas. La mita de los trapiches diezmó a los indígenas que luego fueron sustituidos por esclavos negros, origen de la población negra actual. De este valle han salido varios deportistas destacados en el ámbito nacional e internacional. 
Se sabe que en el siglo XVI en las tierras perteneciente a los caciques de Chota y Mira se producía coca y algodón. En 1550, los primeros hacendados españoles intentaron traer más indígenas, con el objeto de cultivar uvas, olivo, algodón y caña de azúcar. Al parecer, estos esfuerzos fueron productivos; porque en el año 1570 se dio un aumento de los cultivos de coca y algodón. El censo del pueblo de Pimampiro dio como resultado la existencia de 738 indígenas.
Los traficantes negreros desconocían los nombres de los esclavos que llegaban a América, y tampoco entendían los idiomas africanos; por lo tanto, daban a los esclavos nombres que pertenecían al grupo étnico y al punto de origen; se puede citar algunos de ellos: Mina, Minda, Anangonó, Chalá, Carabalí, Matamaba, etc. Algunos de estos nombres son propios de las costas de Guinea, de África Occidental; otros del río Congo, del África Central; de Kenia, del Sudán, Nigeria, Angola, etc.
Los jesuitas eran dueños de vastas extensiones de tierra en este sector, poseían trapiches, sus terrenos iban desde el río Mira hasta el páramo y sus tierras no podían medirse del todo por lo extensas que eran. La presencia de estos dos latifundios en manos jesuitas obligó a que éstos hicieran una nueva importación de esclavos. Desde 1690 trajeron a varios Carabalíes, (esclavos traídos de esa región de África), los cuales eran importados por los ingleses desde el Golfo de Biafra. Cinco años más tarde, los jesuitas trajeron los primeros Congos (otro grupo de negros) a Imbabura. Estos esclavos eran traídos por compañías portuguesas, francesas e inglesas de la región de Luanda, que comprendía Angola y las orillas del río Congo en el África Central.

## Ubicación
Ubicado entre el límite de las provincias Carchi e Imbabura, a 35 km de Ibarra y 89 km de Tulcán, se accede al valle fácilmente por la Panamericana Norte. Ubicado a 1560 m.s.n.m., tiene una temperatura promedio de 26 grados centígrados.

## Comunidades del Chota
- Ambuquí se ubica a 34 km al noreste de Ibarra, dentro del Valle del Chota, a una altitud de 1500 ms.n.m., de clima seco. Se dedican a la agricultura, y sus principales productos son los mismos que ya mencionamos antes en el Valle del Chota, con los cuales elaboran varios productos como vinos y mermeladas. Es la única población del Valle del Chota que está habitada por personas mestizas.

- Carpuela, este pequeño poblado del Valle del Chota se dedica a la elaboración de las conocidas máscaras de arcilla, igual que a la agricultura y a la manufactura de otros diversos productos de arcilla. Este pueblo pertenece al grupo afroecuatoriano del Valle del Chota. Los pobladores tienen una canción tradicional en honor a esta comunidad, aquí tenemos un pequeño párrafo de la canción:

“Ya no quiero vivir en este Carpuela
Porque lo que tenía se llevó el río
Ya me voy, yo ya me voy
Al oriente a trabajar
Ya me voy, yo ya me voy
Te juro que olvidarte ya no podría (Milton Tadeo)

## Flora y fauna
Este valle se ha desarrollado en la cuenca del río del Chota. La vegetación verde a orillas del río contrasta con los áridos terrenos de las laderas erosionadas. Tiene un clima tropical seco. 
Las variedades en flora encontramos: Tuna, eucalipto, fréjol, tomate, etc. Y los ejemplares de fauna tenemos: lagartijas, colibrí, mirlo, guiragchuro, etc.

## Cultura

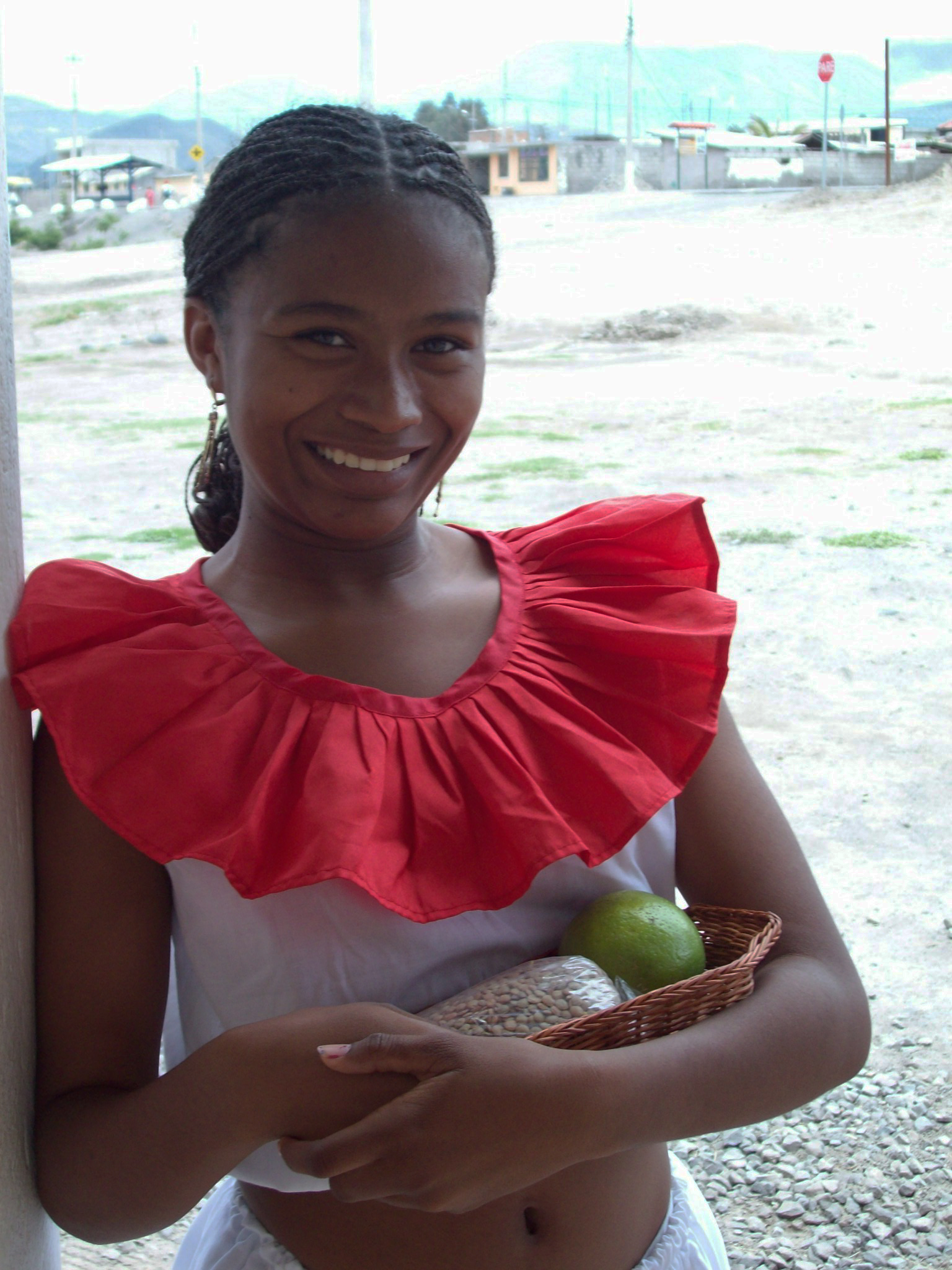
Mujer del valle del Chota

La principal manifestación es la música y su destreza para bailar y tocar la bomba, el tambor y otros instrumentos muy rudimentarios. Para conocer su cultura, se puede visitar el museo de Honka Monka ubicado al lado este de la Panamericana, a 2 km. después del valle del chota.

### La Bomba del Chota
Es una manifestación dancística, poética, musical, tradicional de las comunidades afrodescendientes de Carpuela y el Juncal en el Valle del Chota. La bomba viene desde épocas ancestrales y es parte de la cultura negra, expresión del ritmo y la música que llevan en las venas. La bomba es interpretada por la Banda Mocha.
Las bombas más conocidas son “la bomba de la solteria”, la “María Chumchuna” y la “Chaguayacu” . no tienen una vestimenta en particular y se puede ver en las fiestas religiosas como la celebración de la Virgen del Carmen, cívicas como: las fiestas de San Juan y familiares como: matrimonios, bautizos, etc.
La gente del pueblo en sus fiestas improvisa versos llamados “Bomba”. La “Bomba”, para ellos es algo que forma parte de la persona y brota al compás del sonido que emite el cuero viejo de chivo golpeado por las palmas del músico, cada vez con más fuerza. Estas “Bombas”, se bailan y cantan en ocasiones familiares, bailes populares, como en Nochebuena. En estas ocasiones hay desafíos entre algún hombre y una mujer que baila con una botella de puro sobre la cabeza. Sus polleras plisadas y su blusa de colores llamativos forman un cuadro lleno de colorido y ritmo alegre.
En la letra relatan su vida cotidiana y se inspiran en el río, en las mujeres, en los amores, en las frutas. Éste ritmo es el canal a través del cual los músicos y bailarines expresan las vivencias particulares y su realidad social desde épocas de la esclavitud, el afrochoteño encontró la fuente para inspirarse y recrearse a la tradición perdida de África.
La bomba tiene un significado múltiple, ya que denomina al instrumento principal que utiliza para la ejecución de su música, baile y los cantos escritos por los poetas populares negros.

### La Banda Mocha
Con este término se ha conocido a las agrupaciones instrumentales que constituyen manifestaciones artísticas y culturales vivas y originales de las comunidades negras asentadas a lo largo de la cuenca del río Chota. El origen de las primeras bandas mochas se sitúa a finales del siglo XIX, que aparecen como una imitación banda de música militar y en sus inicios estuvo compuesta por instrumentos rudimentarios como: hojas de naranjo, flautas, machetes, bombo y cornetas hechas de calabazo seco, además de puros, penicos, peinillas, etc.
Una banda mocha está generalmente conformada por 14 músicos, y el conjunto de instrumentos que conforman han sido elaborados con los materiales de su entorno ecológico, tradicionalmente han utilizado instrumentos en “puros” ( calabazos silvestres secos) a los que vacían y cortan por un extremo dejándolos “ mochos” de ahí su nombre, los soplan como una tuba; con las ramas del penco han hecho una trompeta, con los carrizos flautas traversas, la calanguana es una calabaza con incisiones amanera de huiro. La bomba está hecha en caña guadua o trinco de árbol de bolsa y pie de chivo. Los instrumentos de la Banda Mocha son bomba, tambor, por platillos de las bandas de procedencia occidental; la flauta traversa y vertical del carrizo (pingullo) semejantes a las usadas por poblaciones indígenas de la Sierra Norte.
La música vocal e instrumental Bomba, es tomada por la Banda Mocha y a través de arreglos orquestales realizados por los maestros mayores y directores, llevada al ámbito instrumental para ser interpretada en diversas festividades, ritos locales y regionales, que periódicamente tienen lugar en diversas comunidades.
La diversidad de repertorios depende de la edad, sexo, de la profesión, de la ejecución, etc; por ejemplo: según la edad existen melodías infantiles, juveniles; para adultos y ancianos. Según el sexo para hombre y mujeres, según la profesión, melodías pastoriles, que se cantan en el río mientras se cocina.
La permanencia de las Bandas Mochas ha sido variable, apareciendo y desapareciendo en las comunidades y en algunos casos las bandas mochas se han transformado en bandas de música convencionales con instrumentos metálicos.

### Danza

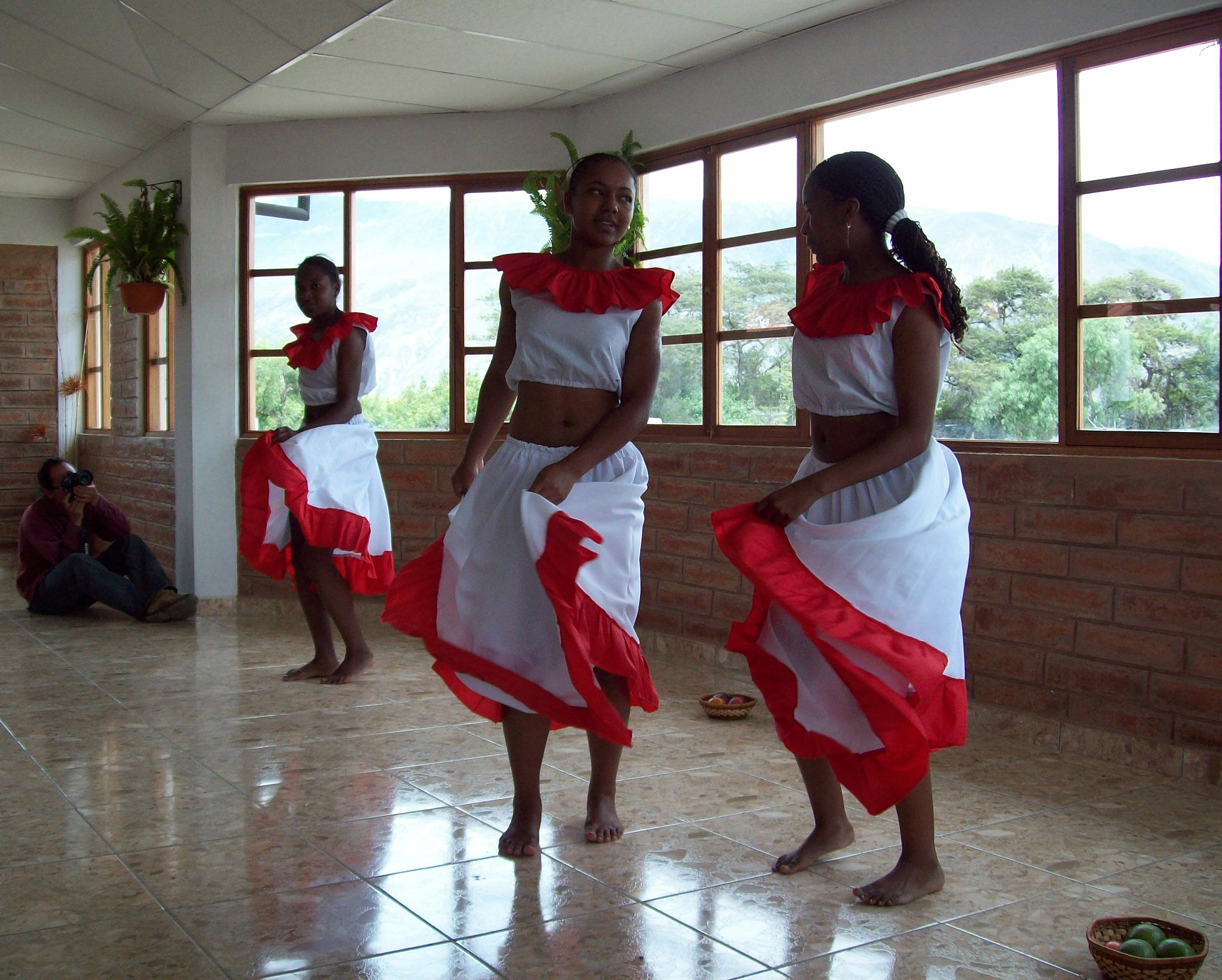
Mujeres bailando Bomba

Otra característica de la música negra del Chota en su íntima relación con la coreografía, presente en muchas de sus manifestaciones musicales, como: “ El Caderazgo” que es un baile de pareja, la mujer persigue al hombre buscando golpearle con su cadera, si esto sucede el hombre sale avergonzado.
Bailes muy tradicionales son también “la angara”, “el puro”, “la zafra”,” el bundi” y el famosísimo “ baile de la botella” que es un baile de pareja en el que la mujer lleva una botella en la cabeza con perfecto equilibrio y sin perder la armonía y el movimiento. Estos bailes se interpreten generalmente en matrimonios, velorios de niños, bautizos, fiestas de santos patronos o en los festivales y concursos de bomba y bandas mocha, mientras que los bailes sin coreografía se realizan en distintos actos sociales que organizan para su diversión cotidiana.

### Deporte

#### Fútbol
El fútbol es el deporte más practicado por los habitantes de esta región, siendo reconocida por ser cuna de grandes futbolistas destacados tanto en el interior como  en el exterior. Históricamente ha sido uno de los grandes aportadores de futbolistas a la Selección Ecuatoriana de Futbol, teniendo como grandes ejemplos clásicos a: Agustín Delgado, Ulises de la Cruz, Edison Méndez, Giovanny Espinoza y Joffre Guerrón. Actualmente destacan: Jhegson Méndez, Walter Chalá, entre otros. 

### Personalidades relevantes
En esta región nació, en 1807, Fernanda Bolaños, quien fue desde 1823 la cocinera oficial de Simón Bolívar.